# Hans Gál
Hans Gál (ur. 5 sierpnia 1890 w Brunn am Gebirge, zm. 3 października 1987 w Edynburgu) – austriacki kompozytor i muzykolog.

## Życiorys
Studiował w Wiedniu u Eusebiusa Mandyczewskiego i Guido Adlera, w 1913 roku uzyskał tytuł doktora. W 1915 roku otrzymał nagrodę państwową. W latach 1918–1929 wykładał teorię muzyki na Uniwersytecie Wiedeńskim. Od 1929 do 1933 roku był dyrektorem Städtische Hochschule w Moguncji. W 1933 roku usunięty przez nazistów z zajmowanych stanowisk wrócił do Austrii, skąd w 1938 roku w związku z Anschlussem wyemigrował do Wielkiej Brytanii. W 1940 roku jako obywatel wrogiego państwa został internowany w Huyton, a następnie na Wyspie Man. Od 1945 do 1965 roku był wykładowcą Uniwersytetu Edynburskiego.
Oficer Orderu Imperium Brytyjskiego (1964). Odznaczony austriackim Krzyżem Honorowym I Klasy za Naukę i Sztukę (1971) oraz Odznaką Honorową za Naukę i Sztukę (1981).
W 1965 roku w Wiedniu ukazała się biografia Hansa Gála pióra Wilhelma Waldsteina.

## Wybrane prace
(na podstawie materiałów źródłowych)
- Anleitung zum Partiturlesen (Wiedeń 1923)
- The Golden Age of Vienna (Londyn 1948)
- Johannes Brahms (Frankfurt nad Menem 1961)
- Richard Wagner (Frankfurt nad Menem 1963)
- The Musician’s World: Great Composers in Their Letters (Londyn 1965)
- Franz Schubert, oder Die Melodie (Frankfurt nad Menem 1970)
- Giuseppe Verdi und die Oper (Frankfurt nad Menem 1982)

## Ważniejsze kompozycje
(na podstawie materiałów źródłowych)

### Utwory orkiestrowe
- 4 symfonie (I 1928, II 1949, III 1952, IV 1975)
- Koncert skrzypcowy (1931)
- A Pickwickian Overture (1939)
- Koncert wiolonczelowy (1944)
- Koncert fortepianowy (1947)
- Concertino na organy i smyczki (1948)
- Concertino na wiolonczelę i smyczki (1965)
- Idyllikon na małą orkiestrę (1969)
- Triptych (1970)

### Utwory kameralne
- Kwartet fortepianowy (1915)
- 4 kwartety smyczkowe (I 1916, II 1929, III 1969, IV 1971)
- Sonata skrzypcowa (1921)
- Trio smyczkowe (1931)
- 2 tria fortepianowe (I 1923, II 1948)

### Opery
- Der Arzt der Sobeide (wyst. Wrocław 1919)
- Die heilige Ente (wyst. Düsseldorf 1923)
- Das Lied der Nacht (wyst. Wrocław 1926)
- Der Zauberspiegel (wyst. Wrocław 1930)
- Die beiden Klaas (1933; niewystawiona)